# San Salvador de Jujuy
San Salvador de Jujuy es una ciudad del norte de Argentina, cabecera del departamento Doctor Manuel Belgrano y capital y ciudad más poblada de la provincia de Jujuy. Llamada popularmente «Tacita de Plata», se encuentra ubicada en un fértil valle, en la confluencia de los ríos Grande y Xibi Xibi, rodeada de montañas que, hacia el oeste, en invierno, suelen estar cubiertas de nieve.
Tiene una población de 265 249 habitantes (Indec, 2010) que, unidos a los de su área metropolitana, ascienden a 312 554 habitantes, según los Datos Del INDEC, la población del Departamento Belgrano es de 308821 habitantes. Dista 1515 km  de Buenos Aires y 533 km de la costa del Pacífico.
San Salvador de Jujuy ostenta dos récords nacionales: por su latitud, sobre el paralelo de 24°11'08'', es la capital de provincia más septentrional de la Argentina. Y por su altitud, a 1259 msnm, es también la capital de provincia más alta del país.

## Historia

### Época prehispánica
Muy poco se sabe sobre la historia del lugar antes de la llegada del hombre europeo. Lo cierto es que la ciudad, y por extensión, la provincia, deben su nombre a los jujuí o jujuíes, tribu indígena que habitaba en un lugar, no muy bien precisado, entre los ríos Grande y Xibi Xibi. Estos habrían sido conquistados por los incas hacia el 1420 y, tras la caída del Imperio Incaico, opusieron tenaz resistencia a la llegada de los españoles a la zona.

### Época virreinal
Durante el siglo XVI los españoles realizaron tres intentos por establecerse en donde ahora está la ciudad.
El 20 de agosto de 1561 Gregorio de Castañeda, en honor al Conde de Nieva (1500-1564), virrey del Perú, en las tierras altas de la orilla norte del río Xibi Xibi (que los españoles llamaron río Chico, por comparación con el río Grande, que se encuentra a 1,5 km al norte), a 1,5 km al oeste de la actual plaza Belgrano, ―al mando de una expedición de 30 soldados españoles― fundó una ciudad a la que bautizó Nieva (en honor al nombre del virrey). Actualmente en ese sitio se encuentra el barrio Ciudad de Nieva. Debido al maltrato recibido, los indios en 1563 se levantaron al mando del cacique Juan Calchaquí, y la destruyeron.
El 13 de octubre de 1575, en la confluencia de los ríos Grande y Xibi Xibi, en el lugar conocido como Punta Diamante (a unas siete cuadras al este de la plaza Belgrano, donde actualmente se encuentra el Cementerio El Salvador), el español Pedro de Zárate ―que había sido uno de los pobladores de la destruida Nieva― fundó la aldea de San Francisco en la Nueva Provincia de Álava (en honor a la provincia de Álava, en el País Vasco), en inmediaciones del actual Cementerio del Salvador. Este poblado tuvo una efímera existencia: fue atacado e incendiado por los indígenas siete meses después de su fundación.
Por fin, el lunes 19 de abril de 1593 (día posterior a la Pascua), a dos cuadras al norte del río Xibi Xibi (en donde actualmente está ubicada la plaza Belgrano), Francisco de Argañaraz y Murguía, al mando de cuarenta soldados, fundó la ciudad de San Salvador de Velazco en el Valle de Jujuy.
Realizaron el ritual de costumbre: Argañaraz desenvainó la espada, dio en el aire tajos y reveses, arrancó pasto del lugar, y lanzó varias piedras y en nombre del rey Felipe de España tomó posesión de la tierra, que era «fértil y abundosa» y mandó erguir el rollo, mientras el capellán hacia la señal de la cruz sobre todo el valle y las tierras que lo circundaban. Los soldados dispararon los arcabuces, y tiraron varios petardos, y agitaron el estandarte del rey Felipe.
Esta vez se inició el cierre del cerco en torno a los jujuyes. A lo largo del siglo siguiente, los jujuyes y omaguacas fueron sometidos, y los españoles fueron ganando las regiones de la Puna, la quebrada de Humahuaca y lo que se dio en llamar Ramal.
La ciudad y su zona de influencia formaron parte del Virreinato del Perú hasta 1776, cuando pasaron a pertenecer al Virreinato del Río de la Plata, donde quedó incluida en la Intendencia de Salta del Tucumán. 
A fines del siglo XVIII hubo una sublevación importante en la zona selvática del Chaco (al sureste de Jujuy). Los indios atacaron la ciudad de Jujuy pero fueron contenidos por el comandante español Gregorio de Zegada el 3 de marzo de 1781, en las colinas de Zapla, a 10 km al sureste de la población.

### Época independiente
Desde 1810, al comenzar la Guerra de la Independencia Argentina, Jujuy fue uno de los principales baluartes, encontrándose muchas veces en pleno frente de tal guerra.
El 19 de mayo de 1812 llegó a Jujuy el nuevo jefe del Ejército del Norte, el abogado y general Manuel Belgrano.
Ante el inminente ataque español, al amanecer del 23 de agosto de 1812, toda la ciudadanía jujeña abandonó el pueblo con destino a San Miguel de Tucumán, hecho que luego se conoció como Éxodo Jujeño.
En 1834, tras la breve pero sangrienta guerra fratricida entre jujeños y salteños, San Salvador se convirtió en capital de la naciente provincia de Jujuy. La evolución demográfica fue creciente, pasó de tener una población de 7.629 habitantes en el censo de 1869, 10.165 en 1895, 14.117 en 1914, cuadruplicando casi esta cantidad para 1947, contando con una población de 41.155 habitantes. Hacia 1930, la inmigración europea prácticamente estaba declinando en el país. Su lugar fue ocupado por los grandes movimientos internos de masas originaria del medio rural, que migraba hacia los centros urbanos y con el arribo de la migración interna -principalmente
provenientes de otras provincias del noroeste argentino, al igual que de las distintas localidades del interior de la provincia-, y de países limítrofes, en especial del Estado Plurinacional de Bolivia.
Un estudio sobre la situación habitacional realizado por Torre y Pastoriza, señala que, para los primeros años de la década de 1940, San Salvador presentaban un alto índice de hacinamiento individual y de inquilinato, revelando la presencia frecuente de viviendas con una única habitación. Pero será durante el breve gobierno de Miguel Tanco ligado a la FORJA y más tarde máximo representante del peronismo jujeño a partir de 1946,  cuando se dicten leyes tendientes a mejorar las condiciones laborales y habitacionales de los sectores populares jujeños, y las clases medias  proyectando así la construcción de viviendas obreras dentro de la ciudad capital, pero fueron paralizados tras el golpe militar del 6 de
septiembre de 1930.

## Geografía
La Geografía de San Salvador de Jujuy es muy variada.
Montañas y valles
Praderas y llanos

### Clima

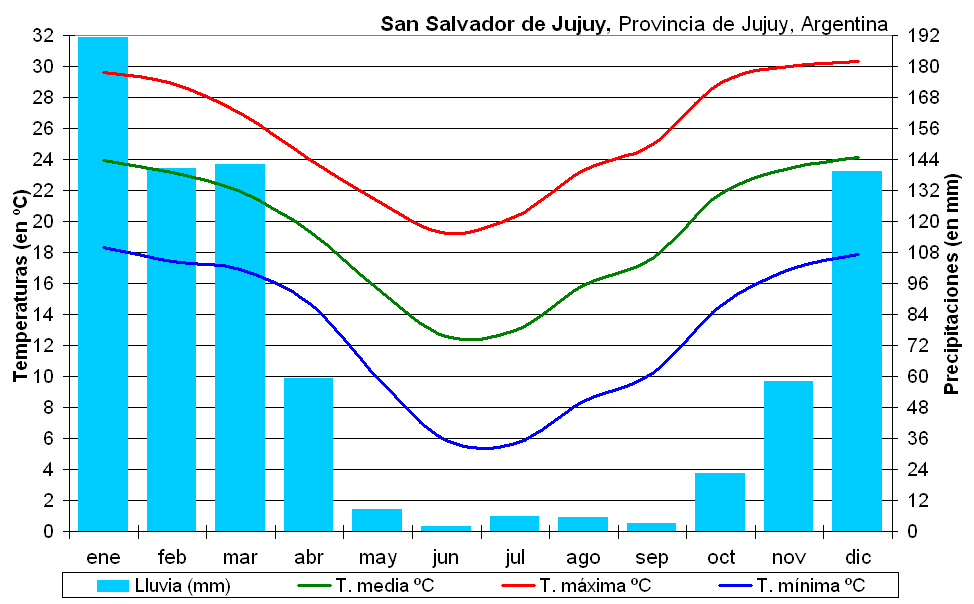
Climograma de San Salvador de Jujuy.

El clima de San Salvador de Jujuy es cálido y suave, con una temperatura media de 19,4 °C, una oscilación anual escasa, de tan solamente 11 °C y unas precipitaciones anuales de 777,7 mm. Los veranos son cálidos, pero sin alcanzar temperaturas extremas, y muy lluviosos, concentrando el verano el 75% de las precipitaciones anuales. Los inviernos son secos y suaves, aunque las temperaturas mínimas pueden ser frías. Cabe destacar que en esta estación se encuentra el mes más seco del año, junio. Asimismo, a pesar de que la ciudad se encuentra cerca del Trópico de Capricornio, se ha registrado la caída de nieve en algunos años, sobre todo en las partes más altas de la ciudad. 
| Parámetros climáticos promedio de San Salvador de Jujuy Aero | Parámetros climáticos promedio de San Salvador de Jujuy Aero | Parámetros climáticos promedio de San Salvador de Jujuy Aero | Parámetros climáticos promedio de San Salvador de Jujuy Aero | Parámetros climáticos promedio de San Salvador de Jujuy Aero | Parámetros climáticos promedio de San Salvador de Jujuy Aero | Parámetros climáticos promedio de San Salvador de Jujuy Aero | Parámetros climáticos promedio de San Salvador de Jujuy Aero | Parámetros climáticos promedio de San Salvador de Jujuy Aero | Parámetros climáticos promedio de San Salvador de Jujuy Aero | Parámetros climáticos promedio de San Salvador de Jujuy Aero | Parámetros climáticos promedio de San Salvador de Jujuy Aero | Parámetros climáticos promedio de San Salvador de Jujuy Aero | Parámetros climáticos promedio de San Salvador de Jujuy Aero |
| Mes                                                          | Ene.                                                         | Feb.                                                         | Mar.                                                         | Abr.                                                         | May.                                                         | Jun.                                                         | Jul.                                                         | Ago.                                                         | Sep.                                                         | Oct.                                                         | Nov.                                                         | Dic.                                                         | Anual                                                        |
| ------------------------------------------------------------ | ------------------------------------------------------------ | ------------------------------------------------------------ | ------------------------------------------------------------ | ------------------------------------------------------------ | ------------------------------------------------------------ | ------------------------------------------------------------ | ------------------------------------------------------------ | ------------------------------------------------------------ | ------------------------------------------------------------ | ------------------------------------------------------------ | ------------------------------------------------------------ | ------------------------------------------------------------ | ------------------------------------------------------------ |
| Temp. máx. abs. (°C)                                         | 39.4                                                         | 38.4                                                         | 36.0                                                         | 34.5                                                         | 33.6                                                         | 34.1                                                         | 36.5                                                         | 38.0                                                         | 41.3                                                         | 42.4                                                         | 41.5                                                         | 42.0                                                         | 42.4                                                         |
| Temp. máx. media (°C)                                        | 30.3                                                         | 28.8                                                         | 27.1                                                         | 24.3                                                         | 21.3                                                         | 19.9                                                         | 20.1                                                         | 23.6                                                         | 26.4                                                         | 29.0                                                         | 30.0                                                         | 30.7                                                         | 26.0                                                         |
| Temp. media (°C)                                             | 23.8                                                         | 22.7                                                         | 21.3                                                         | 18.5                                                         | 15.1                                                         | 12.5                                                         | 11.9                                                         | 15.1                                                         | 18.4                                                         | 21.9                                                         | 23.1                                                         | 24.0                                                         | 19.0                                                         |
| Temp. mín. media (°C)                                        | 18.5                                                         | 17.9                                                         | 17.0                                                         | 14.1                                                         | 10.4                                                         | 7.3                                                          | 6.0                                                          | 8.2                                                          | 11.0                                                         | 15.1                                                         | 16.7                                                         | 18.1                                                         | 13.4                                                         |
| Temp. mín. abs. (°C)                                         | 11.8                                                         | 7.5                                                          | 9.5                                                          | 2.9                                                          | -1.8                                                         | -3.3                                                         | -5.6                                                         | -4.4                                                         | -1.8                                                         | 1.8                                                          | 5.5                                                          | 10.0                                                         | -5.6                                                         |
| Precipitación total (mm)                                     | 147.6                                                        | 154.0                                                        | 131.8                                                        | 51.7                                                         | 13.6                                                         | 4.3                                                          | 2.8                                                          | 2.1                                                          | 5.1                                                          | 28.8                                                         | 56.1                                                         | 122.5                                                        | 720.2                                                        |
| Días de precipitaciones (≥ 1 mm)                             | 13.4                                                         | 12.6                                                         | 13.5                                                         | 9.0                                                          | 4.2                                                          | 2.6                                                          | 2.0                                                          | 1.0                                                          | 1.8                                                          | 4.9                                                          | 7.4                                                          | 11.5                                                         | 83.9                                                         |
| Humedad relativa (%)                                         | 73.2                                                         | 77.5                                                         | 81.1                                                         | 81.5                                                         | 79.3                                                         | 75.9                                                         | 67.1                                                         | 55.7                                                         | 50.0                                                         | 55.7                                                         | 60.7                                                         | 67.3                                                         | 68.8                                                         |
| Fuente: Servicio Meteorológico Nacional                      |                                                              |                                                              |                                                              |                                                              |                                                              |                                                              |                                                              |                                                              |                                                              |                                                              |                                                              |                                                              |                                                              |

De acuerdo a la clasificación climática de Köppen, pertenece al grupo climático Cwa (tropical con invierno seco y verano cálido, con la temperatura media del mes más cálido superior a los 22 °C).
De acuerdo a la clasificación climática de Thornthwaite, que considera fundamentalmente el aspecto térmico y el hídrico, al tomar evapotranspiración potencial y establecer una relación entre las exigencias de agua y la precipitación, se define a San Salvador de Jujuy y Palpalá, con un tipo de clima C2B2 “ra”, entre subhúmedo y húmedo, y Yala B1B2 ”ra” o sea Húmedo, ambas localidades con menos de 855mm de evapotranspiración media anual y con bajas concentraciones estival de la eficiencia térmica inferior a 48%.

### Áreas naturales protegidas

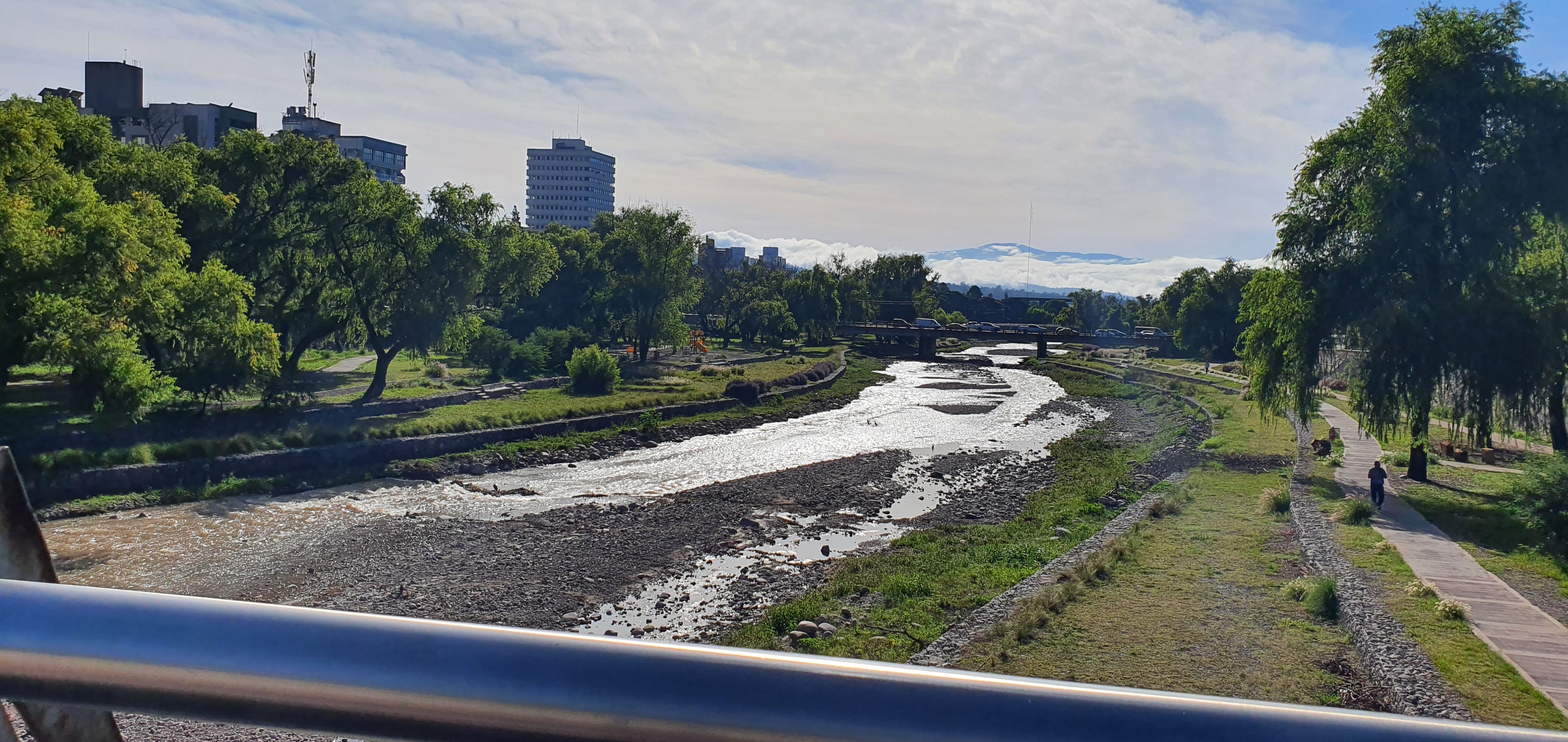
Vista del parque lineal en la reserva natural del río Xibi Xibi.

Hay dos áreas naturales municipales protegidas: el Parque Botánico Barón Carlos María Schüel y la reserva natural Río Xibi-Xibi. San Salvador de Jujuy está dentro del perímetro de la reserva de biosfera de las Yungas.

### Sismicidad
La sismicidad del área de Jujuy es frecuente y de intensidad baja, y un silencio sísmico de terremotos medios a graves cada 40 años.
- Sismo de 1863: aunque dicha actividad geológica catastrófica, ocurre desde épocas prehistóricas, el terremoto del 4 de enero de 1863 (162 años),[11] señaló un hito importante dentro de la historia de eventos sísmicos jujeños, con 6,4 en la escala Richter. Pero nada cambió extremando cuidados y/o restringiendo códigos de construcción.[10]
- Sismo de 1948: el 25 de agosto de 1948 (76 años) con 7,0 Richter, destruyó edificaciones y abrió numerosas grietas en inmensas zonas[10][11]
- Sismo de 2009: el 6 de noviembre de 2009 (15 años) con 5,6 Richter

## Divisiones
San Salvador de Jujuy tiene divisiones internas, los barrios. El crecimiento de la población y la construcción de núcleos habitacionales creó un conglomerado urbano llamado Gran San Salvador de Jujuy, cuya población alcanzó los 257 970 habitantes según el censo del año 2010.

### Barrios

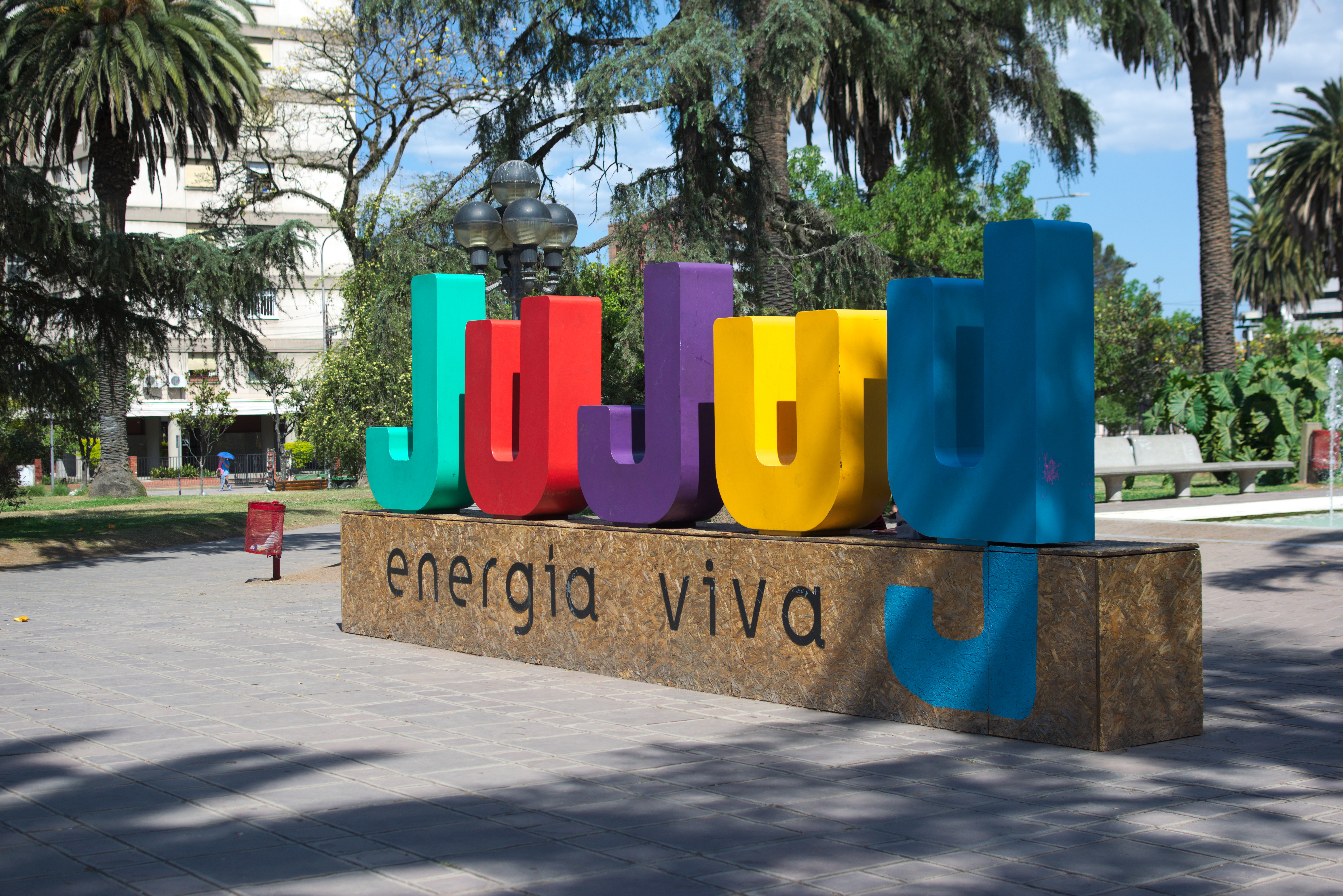
Lema de San Salvador de Jujuy, en la plaza de Belgrano.

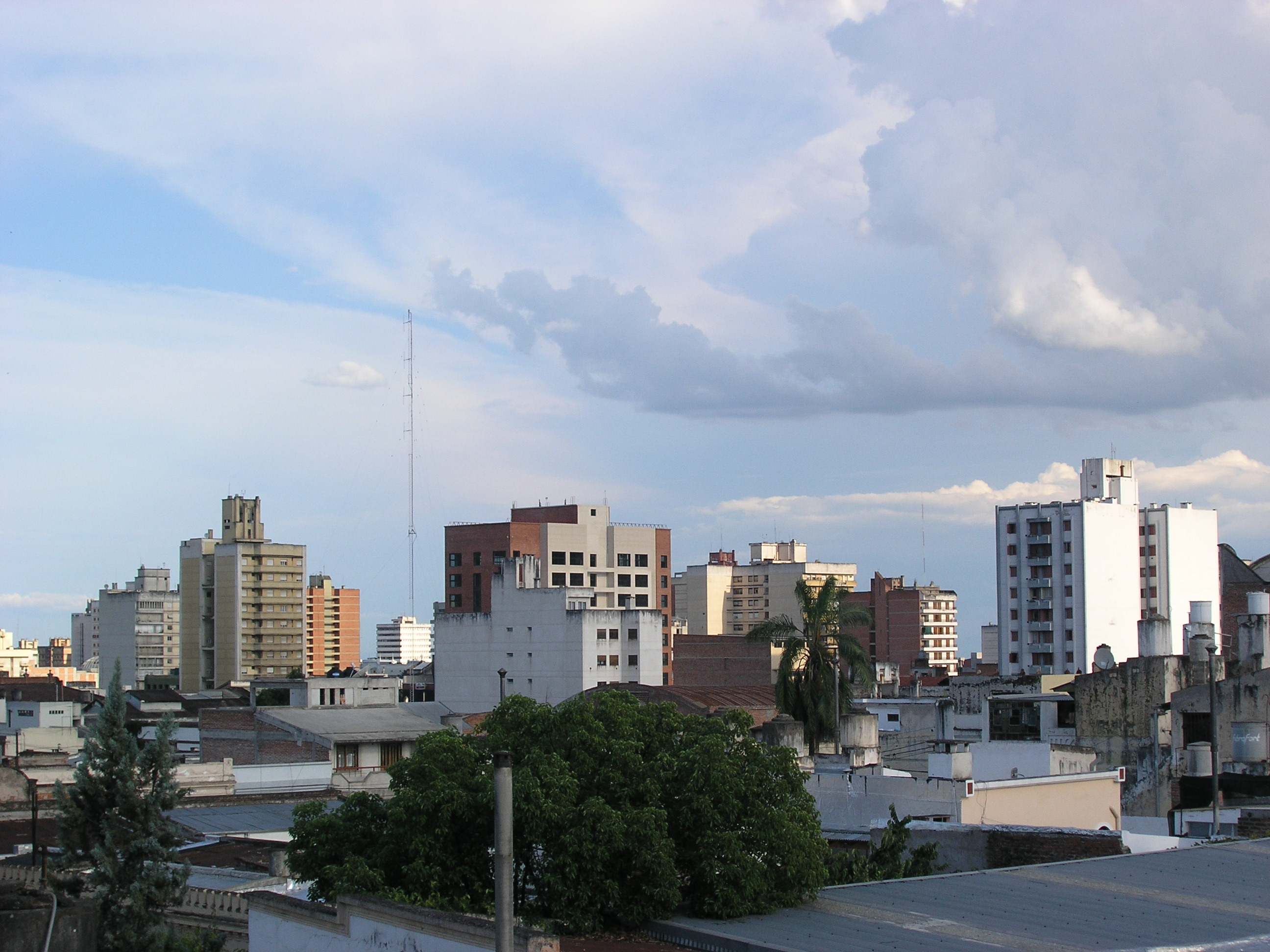
Vista panorámica del sector central de la ciudad de San Salvador de Jujuy.

Actualmente, se tiene conocimientos de los siguientes barrios:
| - Centro - Centro - Alto Gorriti - Bajo Gorriti - Ciudad de Nieva - Veintitrés de Agosto - Villa San Martín - Villa Belgrano - Los Naranjos - El Chingo - Punta Diamante - Noroeste - Alto Padilla - Los Huaicos - Huaico Chico - Huaico Hondo - Atalaya de los Huaicos - Los Molinos - Los Noveiro - Villa Jardín de Reyes - Sur - Alto Comedero - Las Marias - Alto Éxodo - Bajo Éxodo - Aeroclub - Sargento Cabral - Tupac Amaru - Bicentenario | - Norte - Los Perales - Chijra - 9 de Julio - Campo Verde - Suipacha - Bajo la Viña - Alto la Viña - Higuerillas - Este - Almirante Brown - San Isidro - San Pedrito - Azopardo - Primero de Marzo - Islas Malvinas - San Francisco de Álava - Oeste - Mariano Moreno - Cerro Las Rosas - Cuyaya - Coronel Arias - San Guillermo - Constitución - El Progreso - Norte |

## Patrimonio arquitectónico

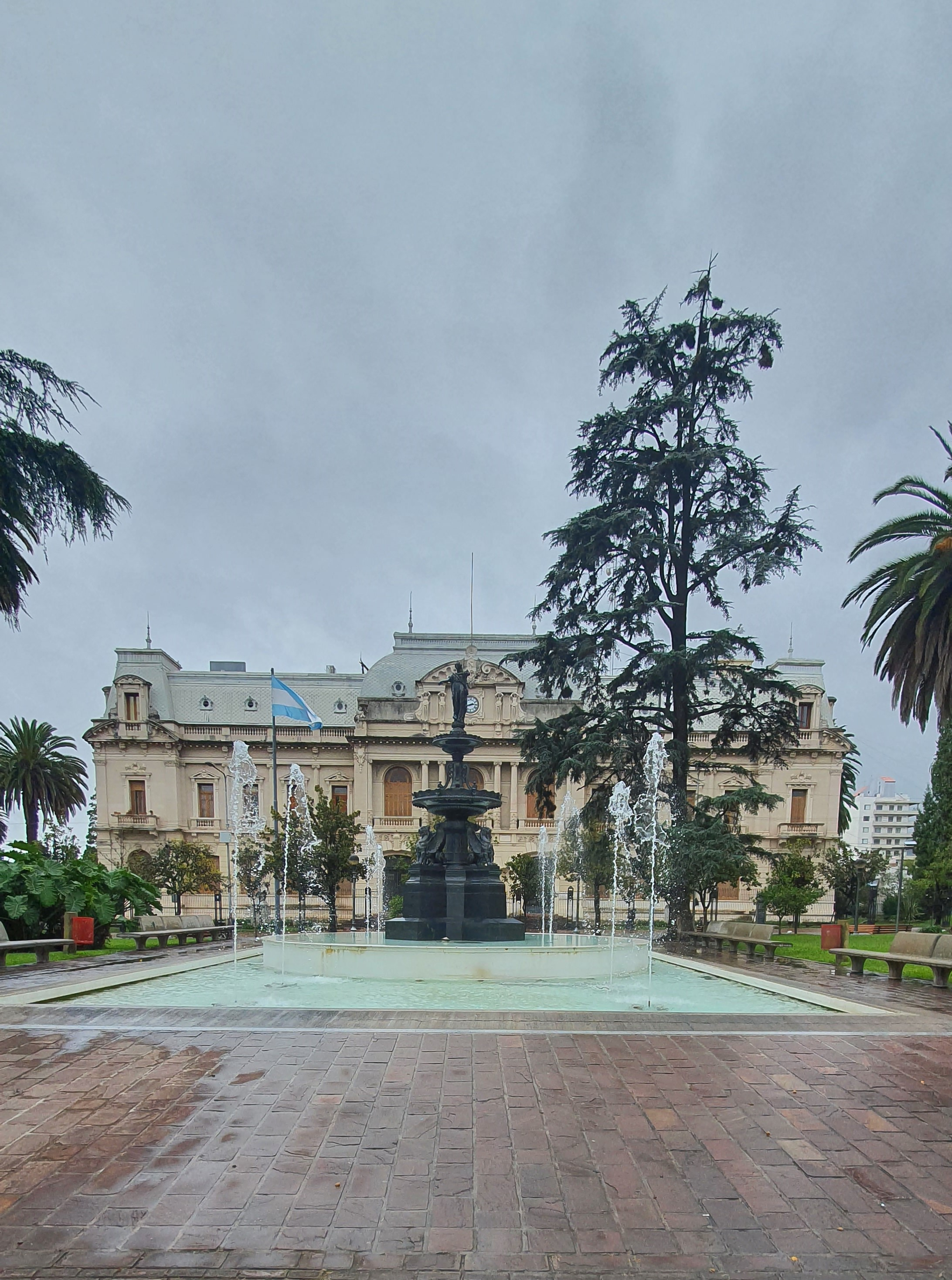
Casa de Gobierno de la Provincia de Jujuy.

La Casa de Gobierno es un edificio interesante al conjugar elementos coloniales españoles con neoclásicos italianizantes e influjos franceses bellepoquianos. La catedral es un hermoso, aunque sencillo, edificio de un estilo colonial español en el cual aunque se encuentran detalles barrocos predomina el estilo herreriano. También se destaca  el Teatro Mitre, de estilo italiano, construido en 1901 uno de los más antiguos del país. Otras edificaciones de notorio valor histórico y arquitectónico que se han conservado son: el cabildo (aunque el original fue destruido por un terremoto en 1863, siendo reconstruido entre 1864 y 1867), la Capilla de Santa Bárbara, la Iglesia San Francisco, la Antigua Estación del Ferrocarril Belgrano, el Mercado Central, el Hospital San Roque, el Museo Histórico Provincial (casa donde fue muerto el general Juan Galo Lavalle) y el Museo de Ciencias Naturales Carlos Darwin, en el Colegio Nacional. Entre los parques y paseos se destacan el Parque San Martín, el Parque Gral. Belgrano, el Parque Lineal Xibi Xibi, el Parque Botánico Barón Schüel, la Plaza Belgrano, la Plaza de los Inmigrantes, la Plaza Italia, la Plaza Hipólito Yrigoyen en el Barrio Ciudad de Nieva y el Paseo de los Artesanos.

En distintas ubicaciones de la ciudad se encuentran emplazadas seis importantes obras de la escultora argentina Lola Mora.

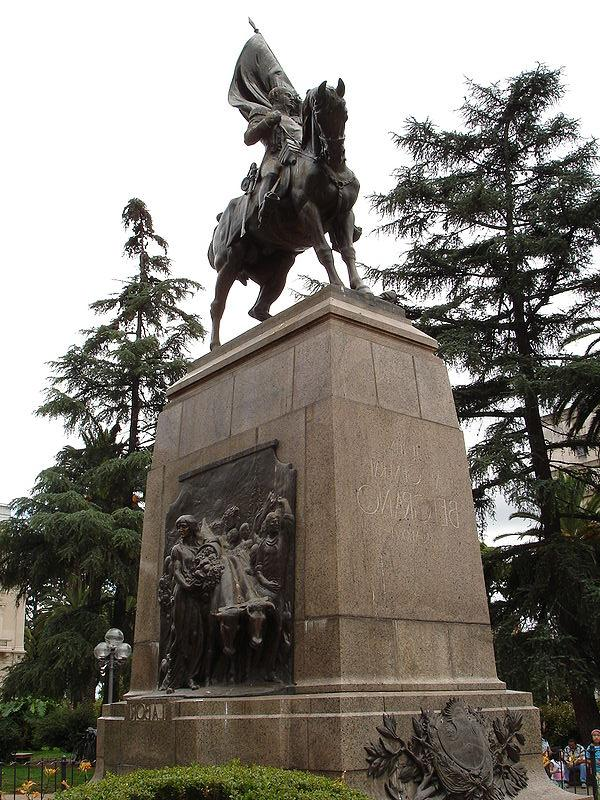
Monumento ecuestre al General Manuel Belgrano.

### Catedral Basílica del Santísimo Salvador
Construida frente a la plaza General Belgrano, la catedral de San Salvador de Jujuy fue comenzada a principios del siglo XVII (1606), si bien se completó hacia 1765 y elevado a sede catedralicia en1935, cuando se creó el obispado de Jujuy. Desde el año 2004 en ella descansan los restos del canónigo Juan Ignacio Gorriti y de su hermano José Ignacio Gorriti.
El púlpito de la catedral, obra maestra del arte colonial y uno de los más importantes del país, fue tallado en madera de ñandubay y cedro. 

### Basílica de San Francisco
La Basílica de San Francisco se encuentra en la esquina de las calles Belgrano y Lavalle y fue la primera construcción levantada por los franciscanos en Jujuy entre 1611 y 1618. Como la mayoría de las edificaciones realizadas en adobe, fue sometida a varias reconstrucciones. El templo actual presenta una torre de cuatro cuerpos con una imagen de San Francisco en la cima y una fachada de dos pisos Del interior, compuesto por tres naves, con crucero y una cúpula octogonal, se destaca el púlpito. Fue reconstruido en 1927 en el espacio que ocupaba la antigua iglesia de la orden en los años de la colonia española. Edificada en un estilo de corte italiano, en el que se combinan elementos barrocos y neomanieristas, posee una exquisita ornamentación interior y alberga un museo de arte sacro (1599) en uno de sus laterales. Adquirió el título de basílica el 14 de julio de 2009 según reconocimiento por el papa Benedicto XVI el 8 de octubre de 2008.

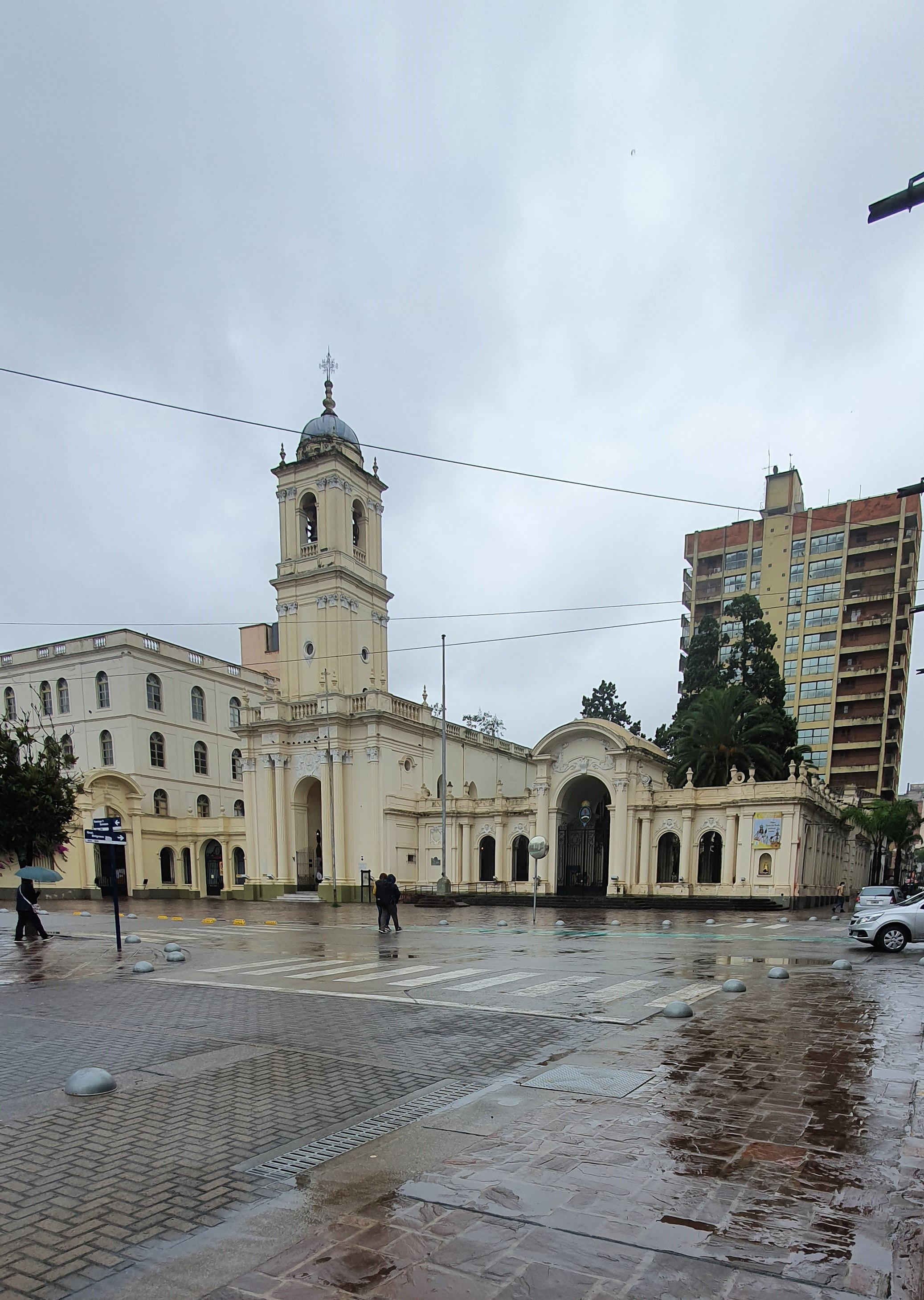
Catedral de San Salvador de Jujuy.

### Capilla de Santa Bárbara
Ubicada en Lamadrid y San Martín, la capilla de Santa Bárbara es un buen ejemplo de la arquitectura religiosa del siglo XVIII que se conserva en pie en la ciudad de San Salvador de Jujuy. El edificio cuenta con una sola nave de 7 metros de ancho por 20 de largo y paredes gruesas de adobe que soportan el techo de madera cubierto de tejas. De su fachada sobresale una torre de tres cuerpos con ornamentos típicos de las iglesias que se ubican a lo largo de la Quebrada de Humahuaca. La construcción se realizó por iniciativa del padre Antonio Cornelio de Albarracín, quien fue teniente cura de la parroquia de Santa Bárbara en 1777. En el interior de la capilla se puede apreciar una colección de pinturas del siglo XVIII.

## Transporte

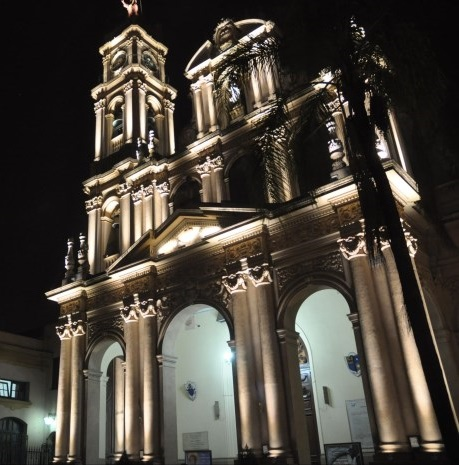
Basílica de San Francisco, nocturna.

Se puede acceder a San Salvador de Jujuy por vía terrestre a través de su terminal de ómnibus, ubicada en el cruce de la Ruta 9 con la Autopista 66. El edificio cuenta con 31 dársenas más 7 de espera, además de una playa de estacionamiento para 183 vehículos.
Además, se puede acceder a la ciudad por vía aérea a través del Aeropuerto Dr. Horacio Guzmán, ubicado en la localidad de Perico y vinculada al centro de la ciudad mediante la Autopista 66. El aeropuerto cuenta con vuelos diarios a las ciudades de Buenos Aires, Córdoba, Mendoza y Salta. En temporada alta también existen vuelos a Mar del Plata y a la ciudad chilena de Iquique

## Deportes
El deporte más popular es el fútbol, siendo el club más importante, Gimnasia y Esgrima, el cual compitió en la primera división del fútbol argentino en varias temporadas y que actualmente lo hace en la Primera B Nacional.
| Equipo                           | Deporte  | Competición                | Estadio                        |
| -------------------------------- | -------- | -------------------------- | ------------------------------ |
| Club Atlético Gimnasia y Esgrima | Fútbol   | Primera Nacional           | 23 de Agosto                   |
| Fundación Jujuy Vóley            | Vóleibol | Liga A2 de Vóley Argentino | Federación de Básquet de Jujuy |

## Medios de comunicación

### Radios AM/FM
- Jujuy (FM 101.7 MHz)
- Stylo (FM 95.5 MHz)
- RADIO CLASSICA ( 99.3 MHz)
- Radio 2 (FM 105.5 MHz)
- Fm Trópico (FM 97.7 MHz)
- Latina (FM 101.3 MHz)
- Red Aleluya San Salvador de Jujuy (FM 98.3 MHz)
- LW8 Radio San Salvador (AM 630 kHz)
- El Camino (FM 100.5 MHz)
- Mega San Salvador de Jujuy (FM 106.1 MHz)
- Antena 2 (FM 98.1 MHz)
- Ciudad (FM 88.1 MHz)
- Urbana (FM 90.1 MHz)
- La Red San Salvador de Jujuy (FM 89.7 MHz)
- Transamérica (FM 104.1 MHz)
- Universidad (FM 92.9 MHz)
- Los 40 San Salvador de Jujuy (FM 97.7 MHz)
- La 100 San Salvador de Jujuy (FM 88.1 MHz)
- Santa María (FM 104.9 MHz)
- Continental San Salvador de Jujuy (AM 630 kHz)
- Centro (FM 104.3 MHz)
- Radio Nacional San Salvador de Jujuy (AM 790 kHz/FM 94.1 MHz)
- Radio Mitre San Salvador De Jujuy (FM 106.3 MHz)
- Radio Lider/Cadena 3 San Salvador De Jujuy (FM 100.9 MHz)
- Radio Lider/La Popu San Salvador De Jujuy (FM 91.1 MHz)
- Radio 10 San Salvador de Jujuy (FM 98.1 MHz)
- FM SOL (100.1 MHz)
- Radio Rivadavia San Salvador de Jujuy (100.1 MHz)
- Radio Maria San Salvador de Jujuy (91.3 MHz)

- RADIO CITY (107.1 MHz)
- RADIO FIESTA (91.7 MHz)

### Televisión
- Canal 2
- Canal 4
- Canal 7

### Diarios
- El Tribuno de Jujuy
- El Paso
- Todo Jujuy
- Jujuy al momento
- Somos Jujuy
- El Pregón
- Jujuy al día
- JujuyOnline
- Las 24 Horas de Jujuy
- Periódico Lea
- Página central
- Qué Pasa Jujuy
- La Voz de Jujuy
- El Libertario
- El Submarino

## Guarnición
| Unidades de la Guar Ej Jujuy                                    | Abreviatura      |
| --------------------------------------------------------------- | ---------------- |
| Regimiento de Infantería de Montaña 20 «Cazadores de los Andes» | RIM 20           |
| Compañía de Cazadores de Montaña 5                              | Ca Caz M 5       |
| Grupo de Artillería de Montaña 5                                | GAM 5            |
| Sección de Inteligencia de Montaña «Jujuy»                      | Sec Icia M Jujuy |

## Festividades
- 2.º jueves previo al desentierro oficial del Carnaval: Jueves de Compadres, se celebra en toda la provincia.
- 1.º jueves previo al desentierro oficial del Carnaval: Jueves de Comadres, se celebra en toda la provincia.
- Carnaval: Desentierro del Carnaval de las comparsas capitalinas y de toda la provincia.
- 6 de agosto: Festividad Religiosa en honor a San Salvador, Patrono de la capital jujeña.
- 23 de agosto: Aniversario del Éxodo Jujeño (1812).
- 21 de septiembre: Fiesta Nacional de los Estudiantes.

## Distancias desde San Salvador
| Ciudad                      | País      | Provincia                         | Distancia                                                       |
| --------------------------- | --------- | --------------------------------- | --------------------------------------------------------------- |
| Salta                       | Argentina | Salta                             | 94 (km) (por camino de cornisa) 115 (km) (por Ruta Nacional 34) |
| S. M. de Tucumán            | Argentina | Tucumán                           | 344 (km)                                                        |
| Santiago del Estero         | Argentina | Santiago del Estero               | 461 (km)                                                        |
| S.F. del Valle de Catamarca | Argentina | Catamarca                         | 565 (km)                                                        |
| Córdoba                     | Argentina | Córdoba                           | 906 (km)                                                        |
| Santa Fe                    | Argentina | Santa Fe                          | 1070 (km)                                                       |
| Buenos Aires                | Argentina | Capital de la República Argentina | 1515 (km)                                                       |

### Las vías de comunicación terrestre
Se accede a la Ciudad a través de varias rutas nacionales que la vinculan con los países limítrofes, la región noroeste (NOA) y con el resto del país:
- por la Ruta Nacional N.º 66 desde el Este, que la conecta con la RN N.º 34 hacia el Norte (San Pedro y Libertador Gral. San Martín en Jujuy, Tartagal y Salvador Masa en Salta y por esta a Bolivia) o hacia el Sur (General Güemes y Salta, Tucumán, Santiago del Estero, Rosario, Buenos Aires);
- por la Ruta Nacional N.º 9 desde el Norte (Quebrada de Humahuaca, La Quiaca y Bolivia) o desde el Sur (Salta) por un camino de cornisa, solo apto para el tránsito de vehículos livianos;
- por la RN N.º 52 desde Susques, Purmamarca y Chile por el Paso de Jama (Puertos de Iquique, Mejillones y Antofagasta)

La Ciudad de San Salvador de Jujuy es punto de paso del Corredor Bioceánico que vincula los puertos de la costa Atlántica (Brasil) con los de la costa Pacífica (Chile).
La red ferroviaria del Ferrocarril General Belgrano vinculaba la Estación Jujuy con ramales hacia Chile por Socompa y General Güemes en Salta, hacia Bolivia en La Quiaca y hacia Paraguay por General Güemes y Formosa.

## Hermanamientos
- Calama, Chile, desde 1974.[19]
- Tarija, Bolivia, desde 2004.
- Sucre, Bolivia, desde 2004.
- Santander, España, desde 2013.
- Salamanca, España, desde 2013.
- Campo Grande, Brasil, desde 2021.

San Salvador de Jujuy pertenece a la red de Mercociudades, firmada por 180 urbes de los países miembros del Mercosur.

## Parroquias de la Iglesia católica en San Salvador de Jujuy
| Diócesis       | Jujuy |
| -------------- | --- |
| Parroquias     | Catedral Santísimo Salvador, San Pío X, Sagrado Corazón de Jesús, Nuestra Señora de Nieva, Sagrada Familia de Nazareth, San José Obrero, San Bartolomé, Nuestra Señora de Loreto (en Alto Comedero), Medalla Milagrosa (en Alto Comedero), Nuestra Señora del Valle y Santa Rita, San Pedro y San Pablo, San Lucas, Santa Teresita del Niño Jesús |
| Cuasiparroquia | San Francisco Solano |